# Espace numérique européen
 (mai 2024).
Si vous disposez d'ouvrages ou d'articles de référence ou si vous connaissez des sites web de qualité traitant du thème abordé ici, merci de compléter l'article en donnant les références utiles à sa vérifiabilité et en les liant à la section « Notes et références ».
L'Espace numérique européen (ENE) est un concept intégré par l'Union européenne pour harmoniser, sécuriser et réguler les interactions et les services numériques à travers les États membres. Cet effort vise à renforcer la position de l'Europe dans l'économie numérique mondiale tout en protégeant les droits des citoyens et des entreprises au sein du marché unique numérique.

## Contexte et justification
Le besoin d'un espace numérique européen a été amplifié par la transformation numérique rapide et l'augmentation de la dépendance aux services numériques qui touchent tous les aspects de la vie quotidienne et économique. La pandémie de COVID-19 a également mis en évidence l'importance cruciale du numérique pour la résilience économique et sociale.

## Objectifs
Les principaux objectifs de l'Espace numérique européen incluent :
1. Protection des consommateurs : Assurer une utilisation sûre et transparente des services numériques, avec une attention particulière à la protection des données personnelles.
2. Équité du marché : Établir un terrain de jeu équilibré pour toutes les entreprises, y compris la régulation des plateformes numériques dominantes pour éviter les abus de position dominante.
3. Innovation et compétitivité : Encourager l'innovation à travers des règles claires et uniformes pour stimuler la compétitivité des entreprises européennes.
4. Sécurité numérique : Renforcer la cybersécurité au sein de l'UE pour protéger les infrastructures critiques et les citoyens contre les cyberattaques.

## Cadre législatif et réglementaire

### Digital Services Act (DSA)
Le Digital Services Act (DSA) est un pilier central de l'ENE. Adopté pour moderniser le cadre réglementaire pour les services numériques, le DSA vise à responsabiliser les plateformes numériques en améliorant la transparence et en renforçant les obligations en matière de surveillance des contenus illégaux, la désinformation, et d'autres contenus préjudiciables en ligne.

### Implications et développements futurs
L'ENE reste un domaine en évolution avec des implications profondes pour la politique, l'économie et la société européenne. Les développements futurs incluront probablement des ajustements réglementaires en réponse à l'évolution de la technologie et des défis mondiaux, visant à maintenir l'Europe à la pointe de la gouvernance numérique mondiale.

### Projet de loi pour sécuriser et réguler l'espace numérique en France
En parallèle au DSA, la France a introduit un projet de loi pour sécuriser et réguler davantage l'espace numérique national. Cette législation vise à compléter les initiatives européennes en instaurant des mesures strictes pour la protection contre les cybermenaces et la manipulation des informations.

## Projet de loi sur la régulation de l'IA dans l'UE
En avril 2021, la Commission européenne a pris une mesure historique en proposant le premier projet de loi réglementaire sur l'intelligence artificielle (IA) dans l'Union européenne. Cette initiative représente un tournant majeur dans la manière dont l'IA est gérée au niveau réglementaire, établissant un cadre pour son développement et son utilisation sécurisée et éthique.

### Objectifs du projet de loi
L'objectif principal de ce projet de loi est de garantir que les technologies d'IA soient sûres et respectueuses des droits fondamentaux et des valeurs européennes. Le projet de loi classe les applications d'IA selon quatre niveaux de risque : minimal, limité, élevé et inacceptable.
1. Risque inacceptable : Certaines utilisations d'IA sont considérées comme un risque inacceptable et sont donc interdites. Cela inclut les applications qui manipulent le comportement humain pour contourner l'autonomie des utilisateurs (comme les jouets utilisant la voix pour inciter les enfants à des comportements dangereux).
2. Risque élevé : Les systèmes d'IA utilisés dans des domaines critiques, tels que les transports et la santé, doivent faire l'objet d'évaluations rigoureuses de leur sécurité et de leur conformité avant leur mise sur le marché.
3. Risque limité : Dans cette catégorie, les applications d'IA doivent simplement assurer la transparence. Par exemple, les utilisateurs devraient être informés lorsqu'ils interagissent avec un chatbot.
4. Risque minimal : La majorité des applications d'IA sont considérées comme à risque minimal et sont librement utilisables.

### Mécanismes de mise en application
Le projet de loi prévoit des mécanismes de mise en application stricts pour garantir la conformité avec les règles établies. Les autorités nationales de surveillance seront responsables de l'application de ces règles, et des sanctions sévères sont prévues pour les violations. Les amendes peuvent atteindre jusqu'à 30 millions d'euros ou 6% du chiffre d'affaires annuel mondial d'une entreprise, selon le montant le plus élevé.

### Implications et perspectives
Ce cadre réglementaire ambitionne de positionner l'Europe comme un leader mondial dans le développement d'une IA éthique et sûre, tout en stimulant l'innovation et la confiance dans les technologies numériques. Le projet de loi vise non seulement à protéger les citoyens européens mais aussi à encourager une approche mondiale coordonnée de la régulation de l'IA.